# David Haviland
David Brant Haviland, född 22 juli 1961 i Bar Harbor, Maine, är en amerikansk fysiker som är verksam som professor i nanostrukturfysik och mesoskopisk fysik vid Kungliga Tekniska högskolan.
Haviland vaxte upp i Ames, Iowa och läste fysik vid Union College 1979-83, New York. Inom Fulbright-programmet var han 1983/84 vid Göttingens universitet. Han disputerade 1989 vid University of Minnesota. Mellan 1989 och 1997 var han verksam vid Chalmers tekniska högskola innan han kom till Kungliga Tekniska högskolan som professor 1997. Hans forskning gäller grundläggande och tillämpad fysik i mesoskopisk kondenserad materia. Hans forskning har fokuserad på supraledning till insulator kvantfasövergånger i extremt tunna filmer och närliggande fenomen i enstaka Josephson kontakter och kedjor därav. Numera utvecklar han experimentella och teoretiska metoder för att undersöka olinjära dynamiska system genom mätning och analys av intermodulation (frekvensblandning, frequency mixing), Detta har patenterades och fått tillämpning inom atomkraftsmikroskopi. Haviland har över 100 publicerade referentgranskade artiklar.
David Haviland fick Wallmarkska priset år 2008 ”för hans rön beträffande utveckling av mesoskopisk fysik”. Han invaldes 2011 som ledamot av Kungliga Vetenskapsakademien.

## Publikationer
- Haviland, D. B.; Liu, Y.; Goldman, A. M. (1989), ”Onset of superconductivity in the two-dimensional limit”, Phys. Rev. Lett. (The American Physical Society) 62 (18):  2180–2183, 1989-05-01, doi:10.1103/PhysRevLett.62.2180, http://link.aps.org/doi/10.1103/PhysRevLett.62.2180, läst 13 oktober 2013
- Kuzmin, L. S.; Haviland, D. B. (1991), ”Observation of the Bloch oscillations in an ultrasmall Josephson junction”, Phys. Rev. Lett. (The American Physical Society) 67 (20):  2890–2893, 1991-11-11, doi:10.1103/PhysRevLett.67.2890, http://link.aps.org/doi/10.1103/PhysRevLett.67.2890, läst 13 oktober 2013
- Platz, Daniel; Forchheimer, Daniel; Tholén, Erik A; Haviland, David B. (2012), ”The role of nonlinear dynamics in quantitative atomic force microscopy”, Nanotechnology (IOP Publishing) 23 (26):  265705, 2012-06-15, doi:10.1088/0957-4484/23/26/265705, http://iopscience.iop.org/0957-4484/23/26/265705, läst 13 oktober 2013